# Wilmington (Karolina Północna)
Wilmington – miasto we wschodniej części Stanów Zjednoczonych, w stanie Karolina Północna, siedziba hrabstwa New Hanover. Leży nad rzeką Cape Fear, niedaleko jej ujścia do Atlantyku.
Według oficjalnych danych z 2000 miasto miało 75,8 tys. mieszkańców, a jego obszar metropolitalny 275 tys. mieszkańców. W 2019 r. Wilmington liczyło 123 744 osób.
Miasto powstało w 1739 r. Podczas wojny secesyjnej było jednym z najważniejszych portów Konfederacji. Siły Unii zdobyły miasto dopiero w ostatnich miesiącach wojny, w lutym, 1865 r.
W mieście rozwinął się przemysł włókienniczy, spożywczy, chemiczny oraz elektrotechniczny.

## Linki zewnętrzne

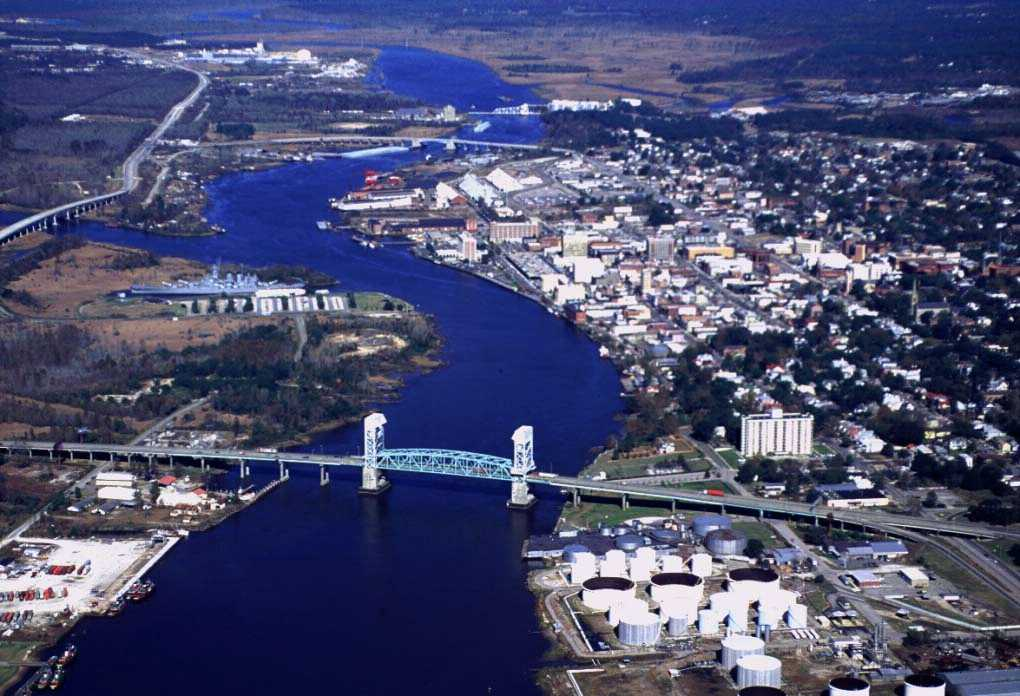
Lotnicze zdjęcie miasta

## Miasta partnerskie
- Dandong – 1986
- Doncaster – 1989
- Bridgetown – 2004